# Madagasikara vivipara
Madagasikara vivipara is een slakkensoort uit de familie van de Pachychilidae. De wetenschappelijke naam van de soort is voor het eerst geldig gepubliceerd in 2010 door Köhler & Glaubrecht. De slak behoort tot het geslacht Madagasikara.
De soort leeft in zoet water en is endemisch in Madagaskar, waar het werd gevonden in het noordwesten.
De schelp is bruin tot zwart van kleur. De eitjes van de soort komen uit in de moederschelp, terwijl andere soorten eieren leggen. Vivipara betekent 'levendbarend'.